# Thomas Bos
Thomas Bos (ur. 5 lipca 1968 w Hadze) – holenderski łyżwiarz szybki.

## Kariera
Największy sukces w karierze Thomas Bos osiągnął w 1992 roku, kiedy zajął czwarte miejsce podczas wielobojowych mistrzostw świata w Calgary. Bos był tam kolejno dwunasty na 500 m, piąty na 5000 m, szósty na 1500 m oraz siódmy na dystansie 10 000 m. W tej samej konkurencji był też między innymi piąty mistrzostwach świata w Innsbrucku w 1990 roku oraz szósty na rozgrywanych rok później mistrzostwach świata w Heerenveen. W 1992 roku wystartował na igrzyskach olimpijskich w Albertville, zajmując jedenaste miejsce na dystansie 10 000 m. Wielokrotnie startował w zawodach Pucharu Świata, dwukrotnie stając na podium: 27 marca 1992 roku w Butte był trzeci na 5000 m, a dzień później zwyciężył na 10 000 m. Najlepsze wyniki osiągnął w sezonie 1991/1992, kiedy był piąty w klasyfikacji końcowej 5000/10 000 m. Kilkukrotnie zdobywał medale mistrzostw Holandii, w tym złoty na 10 000 m w 1990 roku. W 1993 roku zakończył karierę.